# Kanemaki Jisai
Kanemaki Jisai (鐘捲 自斎 (Chung Quyển Tự Trai)) là một kiếm hào thời Chiến quốc, khai tổ của phái kiếm Kanemaki-ryū, một phân nhánh của Chūjō-ryū. Ông được cho là sư phụ của Itō Ittōsai và cho đến nay người ta vẫn chưa xác định chính xác năm sinh và năm mất của ông.
Kanemaki Jisai có thông gia họ Toda (外他), sau theo học kiếm pháp với Toda (富田) Jibusaemon (Toda Kagemasa), một cao thủ phái kiếm Toda-ryū và cũng là thầy dạy kiếm cho họ Asakura, một hào tộc ở xứ Echizen. Người ta cho rằng trong thời gian này ông xưng danh là Toda Ittōsai và được gọi là tam kiệt của họ Toda cùng với Yamazaki Sakon Shōgen, Hasegawa Munenobu.

## Đệ tử
Đệ tử của Jisai thì có Maebara Yagorō, người này được sư phụ trao cho danh hiệu "Ittōsai" và kể từ đó, Yagorō xưng danh là Itō Ittōsai và sau này gây dựng nên phái kiếm Ittō-ryū. Nhiều tài liệu cho thấy Jisai đã truyền lại cực ý của môn phái là "Cao thượng cực ý ngũ điểm" cho học trò Itō Ittōsai. Và cũng vì có thời gian Jisai xưng danh là Toda Ittōsai nên cũng có thuyết cho rằng hai nhân vật Ittōsai này cùng là một người. Itō Ittōsai có một cao đồ tên là Kotōda Kageyuzaemon, tự xưng môn phái của mình là Toda Ittō-ryū và cũng có thời gian Jisai xưng môn phái của mình là Kanemaki Toda-ryū nên mới dẫn đến thuyết hai sư đồ Kanemaki Jisai và Itō Ittōsai cùng là một người. Ngoài ra Kanemaki Jisai còn có một người đệ tử nổi danh khác là Sasaki Kojirō.
Toàn bộ đạo học của Kanemaki Jisai được Nakamura Ujike kế thừa. Người này sau làm hộ vệ cho một phiên chúa ở Sendai.